# Step (együttes)
A Step együttest 1987 januárjában alakította Flipper Öcsi és Kisszabó Gábor, akik a 80-as évek két sztárcsapatának, a Dolly Rollnak, illetve az Első Emeletnek voltak a tagjai,  Zsoldos Dedyvel, aki szintén a Dolly Rollból érkezett, Fehér Attilával a V. M. Bandből és Popper Péterrel a győri Citrom együttesből. A menedzseri feladatokat Tereh István vállalta magára, aki ugyancsak az Első Emelet zenekart hagyta ott. Második lemezük idején már Fenyő Miklós volt a csapat menedzsere. 1989 januárjában tagcsere történt, Kisszabó Gábor helyére – aki visszament korábbi zenekarába, az Első Emeletbe – Mester Tamás érkezett a Charme együttesből. Közben a csapat megvált Fenyő Miklóstól is, és ezután jelent meg 3. lemezük. 1990 márciusában Flipper Öcsi bejelentette kiválását a zenekarból, ami a csapat feloszlásához vezetett. A zenekar 2015 szeptemberében újraalakult. Az eredeti alapító tagok közül Popper Péter énekel és zongorázik, Fehér Attila gitározik és énekel, Zsoldos Dedy dobol. Hozzájuk csatlakozott Honyecz Ferenc basszusgitáros, aki már a nyolcvanas évek végén is játszott a Steppel, és Kató Zoltán szaxofonos aki már a Step Igen c. lemezén is szaxizott!

## Tagok
- Flipper Öcsi – ének
- Kisszabó Gábor – basszusgitár, vokál, ének (1987-88)
- Fehér Attila – gitár, vokál, ének
- Popper Péter – billentyűs hangszerek, vokál, ének
- Zsoldos Gábor – dob, vokál
- Mester Tamás – basszusgitár, vokál, ének (1989-90)

## Albumaik
- Támadás (1987)
- Igen (1988)
- Ciao (1989)

## Külső hivatkozások
- a Step együttes honlapja Archiválva 2008. március 3-i dátummal a Wayback Machine-ben
- Popper Péter honlapja
- Mester Tamás.lap.hu - linkgyűjtemény